# Khánh Long
Khánh Long là một xã thuộc huyện Tràng Định, tỉnh Lạng Sơn, Việt Nam.
Xã Khánh Long có diện tích 45,07 km², dân số năm 1999 là 705 người, mật độ dân số đạt 16 người/km².
Theo thống kê năm 2019, xã Khánh Long có diện tích 45,07 km², dân số là 710 người, mật độ dân số đạt 16 người/km².

## Lịch sử
Ngày 1 tháng 12 năm 2024, nhập toàn bộ diện tích tự nhiên là 29,64 km², quy mô dân số là 636 người của xã Vĩnh Tiến vào xã Khánh Long. Sau khi nhập, xã Khánh Long có diện tích tự nhiên là 75,20 km² và quy mô dân số là 1.520 người.